# Kérou (arrondissement)
Kérou är ett arrondissement i kommunen Kérou i Benin. Den hade 34 246 invånare år 2002.